# Río Biriusa
El río Biriusá (también transcrito como Birjusa o Biryusa) (en ruso: Бирюса) es un largo río asiático de la Siberia rusa, un afluente del río Taséyeva, a su vez afluente del río Angará y este del río Yeniséi. Su longitud total es 1.012 km y su cuenca drena una superficie de 55.800 km² (similar a la de Croacia).
Administrativamente, el río discurre, aguas abajo, por el óblast de Irkutsk y el krai de Krasnoyarsk de la Federación de Rusia.

## Geografía
El río Biriusá nace en la vertiente septentrional de los montes Sayanes Orientales, a unos 2.500 m de altitud, en la parte suroeste del óblast de Irkutsk, al sur de Nizhneúdinsk (39.624 hab.). Discurre en dirección norte, atravesando la Meseta central siberiana y su curso es atravesado por el ferrocarril transiberiano, cerca de la ciudad de Taishet (38.535 hab. en 2002). También pasa por la ciudad de Biriusinsk (con 10.004 hab., el mayor centro urbano del río) y luego toma rumbo Noroeste, internándose en el krai de Krasnoyarsk, atravesando la meseta del Angará, en un curso paralelo al del río Cuna, al que acabará uniéndose en su tramo final, por la derecha, dando lugar al nacimiento del río Taséyeva, un corto río de 116 km que entrega sus aguas al río Angará.
Los principales afluentes del río Biriusá son, por la derecha, los ríos Tagul (Тагул) (con una longitud de 300 km y una cuenca de 7.990 km²), Tumanshet (Туманшет) y Poima (Пойма); y, por la izquierda, los ríos Málaya Biriusá (Малая Бирюса) y Toporok (Топорок). En la cuenca del río hay cerca de 300 lagos con un área total de 14,3 km².
Al igual que todos los ríos siberianos, sufre largos períodos de heladas (seis meses al año, desde noviembre hasta abril) y amplias extensiones de suelo permanecen permanentemente congeladas en profundidad (permafrost). Al llegar la época del deshielo, como se deshielan primero las zonas más al sur, inunda amplias zonas próximas a las riberas.